# Koloniale ridderorden
Ten behoeve van hun uitgestrekte bezittingen in Afrika en Azië stichten de Europese landen in de 19e en 20e eeuw ridderorden en orden van Verdienste die vooral voor de veroveraars en administratie van de koloniën waren bestemd. De meeste van deze koloniale ridderorden en onderscheidingen zijn na de dekolonisatie weer opgeheven, anderen werden deel van het decoratiestelsel van de Europese staat. De Orden van de staten van het Britse Gemenebest en het Gemenebest zijn geen koloniale Orden; zij ontlenen hun bestaan aan de personele unie met Groot-Brittannië of aan hun eigen regering en parlement. In een aantal vroegere Britse koloniën worden nog steeds Britse Orden verleend. Dat is te verklaren uit de ook nu nog bestaande personele Unie.
Nederland kende geen koloniale orden al is vooral door de gouverneurs-generaal van Nederlands-Indië vaak op aangedrongen op het stichten van dergelijke Orden. Er waren wel talloze andere onderscheidingen voor dienst in Indië. Opvallend was het instellen van een sterk op de Militaire Willems-Orde gelijkend "Kruis voor Moed en Trouw".
Er waren drie Belgische koloniale ridderorden
- De Orde van Leopold II
- De Orde van de Leeuw
- De Orde van de Afrikaanse Ster

## Koloniale orden van andere Europese staten
Britse
- De Orde van Sint-Michaël en Sint-George (Engels: Most Distinguished Order of Saint Michael en Saint George, gesticht voor Malta en de Ionische eilanden in 1818)
- De Orde van de Ster van India (Engels: Most Exalted Order of the Star of India, gesticht in 1861)
- De Orde van het Indische Keizerrijk (Engels: Most Eminent Order of the Indian Empire, gesticht in 1877)
- De Keizerlijke Orde van de Kroon van India (Engels: Imperial Order of the Crown of India)

Franse
- De Koninklijke Orde van Cambodja (Frans: Ordre Royal du Cambodge, gesticht in 1864)
- De Orde van de Ster van Anjouan (Frans: Ordre de l'Étoile d'Anjouan, 1874)
- De Orde van de Draak van Annam (Frans: Ordre du Dragon d'Annam, 1886)
- De Orde van Nichan El-Anouar (Frans: Ordre du Nichan El-Anouar, 1887)
- De Orde van de Zwarte Ster (Frans: Ordre de l'Étoile Noire, 1889)

Italiaanse
- De Koloniale Orde van de Ster van Italië (Italiaans: Ordine Coloniale delle Stelle d'Italia)

Spaanse
- De Amerikaanse Orde van Isabella de Katholieke
- De Orde van Afrika (Spaans: Orden de Africa, gesticht in 1933)

Portugese
- De Orde van het Imperium (Portugees: Ordem do Imperio, gesticht in 1932)